# Полтавский Шлях
Полта́вский Шлях (до марта 1919; с конца июня по декабрь 1919 Екатеринославская улица, с декабря 1919 по 1996 улица Свердлова) (укр. Полтавський Шлях — Полтавский Путь) — одна из главных улиц Харькова. Расположена в западной части города, соединяет центр (от Сергиевской площади) с Холодной горой и Залютино, переходя в дорогу М-03 E 40 в направлении Полтавы и Киева. Длина — 7,65 км до Окружной дороги. Является административной границей Холодногорского (северная, чётная сторона) и Новобаварского (южная, нечётная сторона) районов.

## История
Улица возникла в последней четверти XVII века как дорога на Полтаву и поэтому долгое время называлась Полтавской. Во второй половине XVIII века по улице проходила дорога не только на Полтаву, но и в Новороссийский край, а позже на Екатеринослав (ныне Днепр). Соответственно этому менялось название улицы.
Для проезда по болотистой местности от Харьковской крепости к подножию Холодной Горы дорога была замощена хворостом. Первыми постройками вдоль дороги, появившимися с XVII века и образовавшими Гончаровскую слободу, были крестьянские поселения. К концу XVIII века крестьяне были переселены в слободы, на улице селились преимущественно купцы и чиновники.
На рубеже XVIII и XIX веков хаотичной застройке был придан регулярный характер. Губернскому архитектору П. А. Ярославскому удалось согласовать принципы регулярности со сложившимся направлением дорог и сложным рельефом местности. В 1804 году в конце Екатеринославской, при въезде в город (Триумфальные ворота, район нынешней ул. Маршала Малиновского), была установлена застава, в 1807 году оборудованная, как и другие заставы города, шлагбаумом-рогаткой.
В начале XIX века улица была по-прежнему застроена в основном домами под соломой. Каменных и деревянных зданий было очень мало. Начиная с 1837 года в соответствии с «Положением об упорядочении губернского города Харькова», запрещавшим строительство деревянных зданий и «мазанок» на центральных улицах города, на Екатеринославской начали возводить каменные дома — двух- и трёхэтажные, в традициях русского классицизма. Тогда же улица начала расти на запад. В середине XIX века левая сторона улицы от бывшей границы города (ул. Маршала Конева) до Холодной Горы была уже застроена небольшими домиками, в которых жили ремесленники и отставные солдаты, правая по-прежнему представляла собой сплошной пустырь со многими болотами. На не входившую в черту города Холодную Гору переселилось из центра немало бедняков, не имевших возможности поддерживать свои дома в таком состоянии, которого требовало «Положение».
В 50-х годах XIX века район улицы от Лопанского моста до нынешней улицы Малиновского был выровнен и замощён, засыпано озеро, которое пересекала улица вблизи Лопани. Приблизительно в то же время был упорядочен подъём на Холодную Гору, включённую в черту города (до нынешней ул. Петра Кандаурова). Застройка Холодной горы активизировалась с 1869 года в связи с открытием движения по Азовско-Курской железной дороге и строительством вокзала. Там строились преимущественно одноэтажные жилые дома поселкового типа. В 1880 году на возвышенной части улицы был сооружён главный запасной резервуар харьковского водопровода, куда накачивалась вода из Карповского источника. Остававшаяся пустынной территория к северу от улицы перед подъёмом на Холодную гору интенсивно застраивается складскими помещениями, тяготеющими к железной дороге. На равнинной части улицы, по которой осуществлялась связь между вокзалом и центром города, появляется много гостиниц, магазинов, ресторанов и зрелищных учреждений.
На рубеже XIX—XX веков в застройку улицы стали вторгаться четырёх- и шестиэтажные здания эклектической архитектуры и в стиле модерн, нарушившие её стилевую и масштабную однородность. Черты стилевого единства сохранились в застройке угловых участков перекрёстка с Ярославской улицей, где в середине XIX века были сооружены дома с использованием «образцовых» проектов.
С 1919 по 1996 год улица носила имя Я. Свердлова. В 20-30-е годы была благоустроена равнинная часть улицы, а на Холодной горе построены первые четырёх- и пятиэтажные жилые здания. С 1967 года ведётся капитальная застройка Холодной горы группами жилых домов индустриального изготовления, прикрытыми вдоль улицы более презентабельными жилыми зданиями по индивидуальным проектам, полностью сменившими частный сектор вначале на Октябрьской, а затем и на Ленинской стороне улицы. В этой части Полтавский Шлях заметно расширяется. Облик участка улицы от станции метро «Холодная гора» до развилки на Киев и Сумы сложился в основном в послевоенные годы: воинские части (в настоящее время частично переоборудованы под объекты гражданского назначения), Дом офицеров, танковое училище, жилые дома, первоначально заселённые преимущественно семьями военнослужащих. Поворачивающий к северу бывший участок улицы от парка «Юность» до трамвайного круга в настоящее время является отдельной улицей Залютинской.
Эпизодическая реконструкция исторической части улицы (от Лопанской набережной до железной дороги) медленными темпами продолжается в настоящее время: в 2005 году завершён ремонт-долгострой дома № 31, в 2008 на месте обветшавшего малоэтажного квартала построен дом № 6, в 2016 восстановлен из руин дом № 35.

## Жилые и общественные здания
- Дом № 3. Бывшая городская усадьба купца Кузина. Корпус на углу улицы и Клубного (б. Кузинского) переулка построен в конце XVIII века (предп. арх. П. Ярославский), более низкая часть — в 1830-х годах (предп. арх. Е. Васильев). На фасаде этой части, обращённой во двор, прослеживаются фрагменты каннелюрованных пилястр красивых пропорций с капителями изысканного рисунка. На фасаде присторенной позже части дома со стороны Клубного переулка (предп. арх. А. Тон) сохранились остатки лепных медальонов и одного из двух портиков-ризалитов с коринфскими пилястрами. Со стороны двора находится балкон с ажурной решёткой, который поддерживают кованые металлические кронштейны.

- Дом № 13, на южной стороне шестиугольной площади-сквера. Бывшая городская усадьба Павловых (арх. А. Тон, 30-е годы XIX века). Двухэтажное здание в стиле русского классицизма по высоте расчленено на невысокую рустованную часть в цоколе и верхний парадный этаж. Большие окна второго этажа обрамлены наличниками, над которыми расположены круглые лепные медальоны. В центре фасада размещён традиционный портик с четырьмя колоннами и балконом второго этажа между ними. В 1919 году здесь находился Харьковский штаб частей особого назначения (ЧОН). В настоящее время — объединённый военкомат Новобаварского и Холодногорского районов. В ночь на 6 июля 2022 разрушен российским обстрелом[1].

- Дом № 7
- Дом № 13, фото 2008 года
- Дом № 13 после российского обстрела в ночь на 6 июля 2022 во время масштабной российской агрессии
- Дом № 14 (бывшая гостиница)

- Дом № 14. Угловое пятиэтажное здание гостиницы «Москва» (бывшая «Красная Москва») в стиле модерн (арх. В. Покровский, 1913), в настоящее время — отделение банка и офисы. Вырывается из общего архитектурного строя улицы, но согласуется с застройкой ул. Рождественской. Вертикальные членения навесных ризалитов с крупными шипцами и углового эркера, увенчанного шатром сложной формы, придают зданию стройность, а лепные детали — нарядность.

- Дом № 22-а. Бывший доходный дом (арх. В. Эстрович, 1914 ?), часть разновременной и разностилевой застройки северной части шестиугольной площади. Фасад пятиэтажного дома, большую часть года скрытый от обзора кронами деревьев, отличается асимметричным решением и обилием деталей — разнообразными по форме и пропорциям эркерами с балкончиками, широкими и узкими оконными проёмами с плоскими и арочными перекрытиями, полуовальными лопатками, объёмной декоративной скульптурой, оригинальным шипцом.

- Дом № 30. Бывший усадебный дом генерал-губернатора С. А. Кокошкина, градостроительной деятельности которого улица во многом обязана своим представительным видом. В 1883 году здесь открылось музыкальное училище, преобразованное из музыкальных классов, созданных в октябре 1871 года И. Слатиным при содействии А. Г. Рубинштейна. В здании училища находилось правление Харьковского музыкального общества. Во время пребывания в Харькове 15 марта 1893 года училище посетил П. И. Чайковский. В училище долгое время хранился рояль, на котором играл А. Рубинштейн.

- Дом № 35. Бывший доходный дом нач. XX века (арх. З. Харманский, 1910), принадлежавший до революции крупнейшему в Российской империи производителю резиновых изделий  Российско-Американскому обществу «Треугольник». Выполненное в эклектичных формах здание обильно украшено пластическими деталями в стиле нового барокко и надстройкой-мансардой с портиком и балконом. Разрушался на протяжении десятилетий, отреставрирован в 2016 году.
- Дом № 46. Бывший доходный дом в стиле модерн (арх. С. Тимошенко, 1912—1913).

- Дом № 50. Трёхэтажное здание старейшей в городе пожарной части № 20 (арх. А. Алферов, 1845 г.; реконструкция 1908 г. — арх. Б. Корнеенко) в «кирпичном стиле» с высокой башней-каланчой, играющей активную роль в силуэте застройки района и одноэтажными окрылками, к одному из которых со стороны ул. Маршала Малиновского примыкает отделение милиции. Граница города в начале XIX века.
- Дом № 47/49. Бывший доходный дом (арх. В. Эстрович, 1913) на углу улицы Полтавский Шлях и Верещаковского проезда в стиле конструктивного модерна с умеренным использованием деталей классического характера.

- Дом № 55. Бывший доходный дом Нерослева (арх. З. Харманский, 1914). Пятиэтажное здание с узкими окнами, прямоугольными эркерами и арочными перекрытиями в центральной части фасада.
- Дом № 57. Бывший торговый дом (арх. Ю. Цауне, 1906), ныне офис концерна «АВЭК». Двухэтажное здание с мансардой удачно сочетает крупные витринные проёмы первого этажа с узкими сгруппированными по три окнами второго этажа над ними. Большие окна-люкарны замысловатой формы, освещающие мансардный этаж, придают оригинальность силуэту небольшого сооружения, не дают ему затеряться между высокими соседними зданиями.

- Дом № 57/59. Семиэтажный жилой дом с десятиэтажной башенной частью и шестиэтажным крылом (арх. В. Донской, В. Выродов, 1956), сочные пластические формы которого умеренно украшены лепными декоративными элементами, акцентирует въезд с Холодной горы и Привокзальной площади в центральную часть города.
- Дом № 56. Бывший Дом быта «Центральный» (арх. Э. Лебедева, В. Клейн, В. Антонов, 1972). Девяти-десятиэтажное здание на углу улиц Полтавский Шлях и Конарёвой со сборным железобетонным каркасом и навесными стенами из панелей, облицованных стекломозаичными плитками, контрастно сочетает глухой участок стены торцевого фасада с протяжёнными по горизонтали лентами окон верхних этажей и вертикалями простенков первого этажа. Перекликается с домом № 59 и суровым монолитным зданием привокзальной гостиницы, построенной в конце 1980-х годов на оконечности вытянутого южного крыла железнодорожного вокзала. В настоящее время — «Бизнес-центр», занятый различными фирмами и расширенный торговым центром «Подземный город» в бывшем переходном тоннеле под перекрёстком (открыт в 1970 году, первоначально планировалось соединить с вестибюлем станции метро «Южный вокзал»), два выхода из которого встроены в здание Дома быта.

- Дом № 118. В построенном в конце 1920-х годов доме проживали литераторы: Юрий Яновский, Андрий Головко, Владимир Сосюра, Иван Микитенко, Савва Божко, Васыль Мысык, Наталья Забила, Терень Масенко, Дмитро Бедзик, Антон Шмыгельский, Васыль Мынко, Олекса Кундзич, Калистрат Анищенко, Прохор Воронин, Иван Момот. Впоследствии на первом этаже здания разместились сразу две библиотеки: районная библиотека-филиал для взрослых и детская районная (в крыле по улице Петра Кандаурова; ныне информационно-образовательный центр «Школьный мир»). Во дворе дома со стороны Озерянской улицы расположен кинотеатр «Холодногорский» (б. «2-й Комсомольский», 1930).
- Дом № 123/131. Жилой дом со встроенными помещениями НПП «Агросвязь» (арх. Б. Клейн, В. Рябченко, 1981—1982) представляет собой характерный пример застройки Холодной горы этого времени.
- Дом № 148/2. Образец позднесоветской застройки (первая очередь сдана в 1986 году, последняя в 2003; проект полностью не реализован). Первый в городе многоэтажный дом с двухъярусными квартирами (по одной в каждом подъезде на последнем, 12-м этаже). Многочисленные арочные проёмы между торговыми учреждениями первого этажа, обеспечивавшие быстрый выход жильцов из подъездов на улицу, к станции метро, трамвайной и пригородной автобусной остановкам, в настоящее время застроены.

## Учреждения культуры
- † В 1874 году на углу северной стороны Екатеринославской и Лопанской набережой на средства страстного меломана военного врача В. Е. Пащенко был построен первый в городе стационарный оперный («лирический») театр. Деревянное сооружение с чугунными лестницами, большой сценой и четырёхъярусным залом на 935 человек (арх. Б. Михаловский) изначально строилось как временное, эксплуатация была разрешена только на шесть лет. Первый спектакль в новом оперном театре состоялся 26 декабря 1874 года. В театре работала русская оперная труппа под руководством Ф. Г. Бергера, в которую входили такие известные в то время певцы, как Фюрер, Соколов, Раппорт, Вилинская и др. Славился также оркестр харьковской оперы, состоявший из бывших крепостных музыкантов. Однако доходы от спектаклей были небольшими; после разорившихся Бергера и его преемника Пащенко театр снимали различные оперные и драматические труппы. В 1880—1881 гг. оперой руководил казанский актёр и антрепренёр П. И. Медведев, в труппе которого пела знаменитая Е. П. Кадмина, а также Байер, Светловская, П. Богатырёв, Фредеричи. В 1886 году в связи с отсутствием средств опера прекратила своё существование, а в 1891 году здание театра было разобрано.
- № 4. Старейший в городе кинотеатр Боммер (арх. Б. Корнеенко, 1908) c фотоцентром «Марафон».
- № 18. Областной театр для детей и юношества (ТЮЗ). Основан в 1920 году в помещении Екатерининского театра миниатюр (во дворе дома № 16), в 1944 году из эвакуации в Сибири был переведен во Львов, возрождён в 1960 году на базе областного музыкально-драматического театра.
- Холодногорская тюрьма № 99. Учреждение ЮЖ 313/18, б. Харьковский (Холодногорский) централ. Построено в 1823 году по распоряжению императора Александра I как «арестантская рота», в 1893—1903 гг. в связи с временным возобновлением ссылки как основной меры наказания служило пересыльной тюрьмой. В советские годы неоднократно меняло официальное название, профиль и ведомственную принадлежность: «дом заключённых» (следственная тюрьма) ВЧК (ДомЗак ВЧК), «дом принудительных работ» Главного управления мест заключения Наркомата юстиции (ДоПР ГУМЗАКа НарКомЮста), «дом тюремного заключения», (закрытая тюрьма) Главного управления исправительно-трудовых заведений Объединённого Главного политического управления СССР (ДомТюрЗак ГУИТУ ОГПУ СССР), «специзолятор» (закрытая тюрьма) Главного управления исправительно-трудовых лагерей Наркомата внутренних дел СССР (ГУИТЛ НКВД СССР). Во время фашистской оккупации здесь разместился один из крупнейших концлагерей, созданных на территории Украины, — «Шталаг-364». Одновременно в нём находилось до 20 тысяч человек, а количество военнопленных, погибших здесь, превышает 30 тысяч. Навесные ленточные карнизы, обрамляющие горизонтальные ряды окон на фасаде, появились к Олимпиаде-80, когда по улице проходил маршрут Олимпийского огня.

- № 184, дом офицеров.

## Учебные заведения
- Машиностроительный техникум, вид с другого берега Лопани№ 1. Заочный машиностроительный колледж (здание на реконструкции ?).
- № 5. Факультет музыкального искусства Харьковской государственной академии культуры.
- № 21. Новобаварский районный отдел образования.
- № 133. Харьковский учётно-экономический техникум-интернат им. Ф. Г. Ананченко для студентов с ограниченной подвижностью. Основан в июне 1935 года, когда в Харькове была открыта школа для инвалидов по подготовке учётных специалистов.

- № 192. Институт танковых войск (корпуса по обе стороны улицы, через которую проложен подземный переход). База военной кафедры ХПИ и гимназия-интернат «Кадетский корпус».

## Храмы
- † Церковь Рождества Христова. Деревянная Рождественская церковь в начале дороги на Полтаву была построена до 1655 года, прежде основания в 1668 году Белгородской епархии, на средства жителей города. В 1678 году документировано существование приходского братства, в переписи приходов 1724 года показан при храме показан «братерский двор» — очевидно, то и другое существовало с самого основания. В 1722 г. церковь была заменена новой, сгоревшей в ночь с 12 на 13 февраля (ст.ст.) 1731 года. Новый (третий) храм освящен в 1735 году. Каменный храм, освященный в 1783 году, просуществовал до конца 50-х годов XIX в. В 1800 г. стоявшая отдельно деревянная колокольня, была заменена каменной, со Сретенским приделом — первой тёплой церковью в Харькове. Уже в 1809 г. все четыре стены этой новой церкви внезапно покрылись трещинами, богослужения пришлось приостановить на время ремонта. С 1815 по 1840 гг. Рождественская церковь была самой богатой среди церквей Залопанского района, усердными её благотворителями были Кузины, Базилевский, Тошпев, Тамбовцев, Панченко, Цебриков, Пономаренко и др. В 1819 году в холодной церкви был устроен чугунный пол. С середины века, когда часть прихода отошла к другим храмам, её благосостояние начало приходить в упадок и к 1859 году стало критическим. В 1860 г. стараниями благотворителя А. С. Сергеева церковь была расширена пристройкой колокольни и двух тёплых приделов, пришедших на смену тесной Сретенской церкви-колокольни. Неизменёнными оставались центральный неф с куполом и алтарь, для которого в том же году был сооружён новый иконостас. При перестройке было сохранено архитектурное решение храма в стиле украинского барокко. После смерти Сергеева заботу о церкви продолжил его сын Александр, пожертвовавший в общей сложности пятьдесят тысяч рублей. В начале XX века церковь была кардинально перестроена по проекту архитектора М. Ловцова. В 20-х годах разрушена большевиками.
- № 44. Изуродованная Свято-Дмитриевская церковь.

- № 124. Церковь сретения Озерянской иконы Божией матери. Граница города во второй половине XIX века. Отсюда по всей Екатеринославской с 1843 года совершались ежегодные крестные ходы в сентябре и апреле с переносом Озерянской иконы Божией Матери из Куряжского монастыря в Покровский на зимнее время и обратно на летнее, в которых участвовали жители не только города, но и окрестностей.

## Инженерные сооружения
- Лопанский мост в начале улицы, соединяющий её с Павловской площадью.
- Свердловский путепровод над железнодорожными путями при въезде на Холодную гору. Построен в 1954 году на месте взорванного ценою жизни в октябре 1941 года вместе с фашистскими солдатами и техникой красноармейцем 82-го железнодорожного батальона 13-й железнодорожной бригады Магометом Караевым, именем которого был назван.

## Парки и скверы
- Сквер между улицами Полтавский Шлях, Конторской и Клубным переулком на месте разрушенной Рождественской церкви. Открыт со стороны улицы через небольшой проём в ряду домов, образовавшийся на месте сгоревшего в 1990-е годы одноэтажного здания.
- «Круглый сквер» (собственно, шестиугольный) по обе стороны улицы, вокруг которого сгруппированы административные учреждения. Здесь находилось заболоченное озеро, через которое проходила дорога на Полтаву, поэтому дома строились вокруг него, сформировав линию застройки. В 1850-х годах при строительстве мостовой озеро, служившее стоком нечистот, засыпали, разбив на его месте скверы по обе стороны улицы. Оставшаяся часть была преобразована в бассейн с лебедями, засыпанный в 1920-е годы. В 1958 году в северной части сквера поставлен памятник Я. М. Свердлову (скульптор Я. И. Рык, арх. А. П. Павлов), имя которого носила улица (снесён неизвестными в ночь с 10 на 11 апреля 2015 года).
- Сквер за пожарной частью между улицами Полтавский шлях и Благовещенской с памятником пожарным (1970), погибшим при исполнении служебного долга и во время военных действий (скульптор М. Овсянкин, арх. Ю. Шкодовский). Капитально отреставрирован в августе 2015 года.
- Сквер имени Мещанинова в районе станции метро «Холодная гора» возле больницы, где трудился врач-подпольщик, укрывавший в годы фашистской оккупации раненных красноармейцев, евреев и мобилизуемую в Германию молодёжь. Значительная часть первоначальной площади занята построенным в 2007 году торговым центром, загородившим его со стороны улицы. Вместе с тем участок, прилегающий к парковке с тыльной стороны здания облагорожен; 22 сентября 2006 года хозяином стройки, генеральным директором АО «Флас» В. Левченко здесь поставлен памятник А. И. Мещанинову.
- Парк «Юность», открытый в 1978 году в районе поворота улицы на Залютино (арх. Ю. Шулика, А. Зобенко, С. Мискова и студенты художественно-промышленного института) и сразу снискавший популярность у местной детворы. Был оборудован детский городок на вершине холма, у подножия которого установлен на рельсах паровоз (9П-746; продан на металлолом в декабре 2008 года) с открытой для доступа кабиной машиниста и двумя вагонами (детский кинотеатр в пассажирском и тир в товарном), удачно вписанная в рельеф местности двухъярусная крепость с башнями и висячим мостом, деревянные скульптуры в тенистой парковой зоне за крепостью. Со стороны улицы парк презентован обелиском «Орлёнок» (демонтирован в юле 2023 года) с небольшой площадкой для торжественных мероприятий и павильоном трамвайной остановки оригинальной архитектуры. Впоследствии расширялся как в сторону жилого массива, так и вдоль улицы, где осушались участки болотистой местности, в которую переходит парк; развивалась инфраструктура (летний кинотеатр, аттракционы). Был в полузаброшенном состоянии до 2021 года. В 2021 году выполнена реконструкция парка.[2]
- У начала автомагистрали Киевского направления, в которую переходит улица, расположен Удянский гидропарк (арх. А. Маяк), который тянется на территории 100 га вдоль водохранилища на реке Уды до проспекта Любови Малой в районе пивзавода «Новая Бавария» и одноимённой железнодорожной станции.

- Памятник пожарным
- Памятник солдату
- Т-34 возле танкового института
- Обелиск «Орлёнок»

## Транспорт
24 сентября 1882 года в Харькове была открыта первая очередь конной железной дороги, которая шла от по Екатеринославской улице от угла с Александровской (ныне Евгения Котляра) до здания биржи (сейчас угол площадей Конституции и Павловской), а в следующем года была продлена до Привокзальной площади с одной стороны и Конной (ныне площадь Защитников Украины) с другой. Конку построили французские предприниматели, которые в 1886 году продали её бельгийскому акционерному обществу. По соглашению с городской думой общество сохраняло монопольные права на городской транспорт на протяжении 42-х лет. Поэтому, когда в начале XX века в Харькове открылось трамвайное сообщение, принадлежавшее, в отличие от многих трамвайных систем российских городов, не бельгийцам, а самому городу, линию трамвая проложили на окраинах. 2 февраля 1912 года трамвайная система города была соединена с ул. Екатеринославской в районе Холодной горы с помощью новой трамвайной линии, проложенной по улицам Кладбищенской (Озерянской) и Кузинской (Революции 1905-года). Открыты маршруты № 4 Горпарк — улица Кладбищенская (сигнальные огни — фиолетовые) и № 5 Балашовский вокзал — улица Кладбищенская (сигнальные огни — белый и фиолетовый), в 1915 году продлённый до Харьковского паровозного завода (Завод имени Малышева) и дальше по будущей улице Красный луч до конечной «Завод ВЭК» (нынешний перекресток Московского проспекта и улицы Красный луч).
23 марта 1919 года харьковская конка была окончательно закрыта. Электрификация её участка на улице Екатеринославской-Свердлова закончилась 27 октября, однако постоянное трамвайное движение по этой линии было открыто только в 1921 году, когда 24 июня был восстановлен маршрут № 3, существовавший с 1910 года и ходивший от площади Павловской к Горпарку, а теперь — к вокзалу по ул. Свердлова (Полтавский Шлях).
Трамвайное движение по Кладбищенской (Озерянской) и Кузинской (Революции 1905 года) улицам, прекратившееся с 1917 года, восстановлено 25 марта 1922. При переходе путевого хозяйства на широкую колею в 1926—1930 гг. линия на улице Муранова (Озерянской) не перешивалась и 16 мая 1930 была разобрана.
20 июля 1928 года ширококолейная трамвайная линия от улицы Красноармейской (Евгения Котляра) была продлена на Холодную гору (район поликлиники, где сейчас расположена станция метро «Холодная гора»). Сюда пущены возобновлённый маршрут № 6 (к заводу ХЭМЗ) и новый № 11 (кольцевой через центр к Госпрому по улицам Пушкинской и Клочковской), а с 1929 года к ним добавились маршруты № 10 (парный к 11-му, продлён от вокзала) и 12 (к Коммунальному парку). В июне 1932 года построен одноколейный грузовой участок от поликлиники до Залютино. 7 ноября 1931 года открыта трамвайная линия от Южного вокзала по улицам Красноармейской, Чеботарской, Пискуновскому переулку и Рогатинскому въезду до Клочковской улицы, разгружающая транспортный поток по равнинной части ул. Свердлова (Полтавский Шлях). На эту линию переведен трамвайный маршрут № 12 Холодная Гора — Госпром — Коммунальный парк (Горпарк), ходивший ранее через Пролетарскую (Сергиевскую) площадь (с 1936 года продлён в Померки).
После Великой Отечественной войны движение по восстановленной трамвайной линии на Холодную гору возобновлено 1 мая 1948 года, сюда был снова продлён маршрут № 3, ходящий теперь до Новосёловки. Однопутная трамвайная линия до конечной «Залютино» восстановлена 1 мая 1952 года, по ней был продлён маршрут № 19. Второй путь на этом участке уложен 6 июня 1966 года, тогда же до Залютино был продлён маршрут № 12 Холодная Гора — Центральный рынок — Госпром — Лесопарк (с 1996 года не ходит на Холодную гору; с 2009 до 15 марта 2012 по будним дням следовал до Новожаново, проезжая по ул. Полтавский шлях короткий участок от Привокзальной площади до бульвара Конева), а № 19 продлён от Южного вокзала до Новых Домов через Гончаровку, Заиковку и Плехановскую улицу (закрыт в 1978 году после пуска 2-й очереди Свердловско-Заводской линии метрополитена; в 1979—1980 гг. был кольцевым маршрутом с заходом на Ивановку (парным к маршруту № 16), в 1984—1993 ходил от Залютино до Ивановки). Маршрут № 3 был продлён до Залютино в 1976 году, став таким образом первым и единственным трамвайным маршрутом, следующим по всей длине улицы Свердлова — Полтавский Шлях, каковым и остаётся до настоящего времени. Тогда же был разобран Холодногорский трамвайный круг возле поликлиники.
5 ноября 1964 года от улицы Свердлова проложено ответвление трамвайной линии по Гончаровскому бульвару (улица Маршала Конева), через реку Лопань и дальше к линии на улице Октябрьской Революции (Москалёвской) c развилкой в сторону Новожаново и в центр через улицу Заиковскую (Гольдберговскую), что дало возможность частично разгрузить узкую равнинную часть улицы от потоков внутригородского транспорта. Более кардинальным решением этой проблемы стало открытие 23 августа 1975 года первой очереди Харьковского метрополитена, участок которого от станции «Холодная гора» (первоначально «Улица Свердлова») до станции Площадь Конституции (первоначально «Советская») дублирует Полтавский Шлях как транспортную артерию.
В настоящее время по улице ходят следующие трамвайные маршруты:

3 : Залютино — Новожаново

5 : Южный вокзал — Одесская ул. (пр. Гагарина)

6 : Южный вокзал — 602-й микрорайон

7 : Новосёловка — Южный вокзал — Просп. Победы
Автобусы и маршрутные такси:

11э : Григорьевское шоссе (Цементная ул.) — ТРК «Украина»

15 : ст. м. «Центральный рынок» — ул. Доватора — Новосёловка (Баварская ул.)

34э : ст. м. «Холодная Гора» — Григорьевское шоссе — пр. Любови Малой — ст. м. «Холодная Гора»

43э : ст. м. «Холодная Гора» — Залютино (Пансионат)

67э : ст. м. «Центральный рынок» — ул. Доватора — Новоселовка (Баварская ул.)

75э : ст. м. «Холодная Гора» — пр. Любови Малой — Ново-Баварский просп. (Окружная дорога)

112э : ст. м. «Центральный рынок» — ул. Конева — Новоселовка

209э : ст. м. «Холодная Гора» — Ледное

220э : ст. м. «Холодная Гора» — пос. Победа (Филиповка)

237э : ст. м. «Холодная Гора» — Липовая Роща

238э : пл. Конституции — просп. Дзюбы

244э : ст. м. «Холодная Гора» — Станция Основа

246 : Жихорь-ЮЖД

254э : Залютино (Пансионат) — Благовещенский собор (Центральный рынок)

258э : ул. Академика Богомольца — просп. Славы (Золочевская ул.)

282э : ст. м. «Холодная Гора» — Новоивановский мост — Новгородская ул. — гипермаркет «Країна»

299э : ст. м. «Холодная Гора» — Медучилище № 2

302э : ст. м. «Холодная Гора» — пос. Жуковского

303э : ст. м. «Научная» — просп. Дзюбы

б/н : ст. м. «Холодная Гора» — авторынок «Лоск» (бесплатный)

б/н : супермаркет «Рост» (Рогатинский въезд) — Новоивановский мост — Озерянская ул. — ул. Полтавский Шлях — ст. м. «Холодная Гора» (бесплатный)

Пригородный пассажирский автотерминал «Холодная Гора», сблокированный с выходами с одноимённой станции метро.
Улицу пересекают троллейбусные маршруты № 11 проспект Дзюбы — площадь Конституции (улицы Малиновского и Конева) и № 27 проспект Дзюбы — ул. Новый Быт (улицы Нариманова и Елизарова, район ст. метро «Холодная гора»)